# ویکتور فرناندز (بازیکن فوتبال، زاده ۱۹۸۷)
ویکتور فرناندز (انگلیسی: Víctor Fernández؛ زادهٔ ۲۵ اوت ۱۹۸۷) بازیکن فوتبال اهل اسپانیا است.
از باشگاه‌هایی که در آن بازی کرده‌است می‌توان به باشگاه فوتبال سلتاویگو اشاره کرد.
وی همچنین در تیم ملی فوتبال زیر ۲۰ سال اسپانیا بازی کرده‌است.